# Apolinary Tarnawski
Apolinary Tarnawski (ur. 6 lipca 1851 w Gnojnicach, zm. 2 kwietnia 1943 w Jerozolimie) – polski lekarz, pionier przyrodolecznictwa i geriatrii w Polsce, założyciel prywatnego sanatorium w Kosowie, młodszy brat Leonarda.

## Życiorys
Tarnawski pochodził z zamożnej rodziny z okolic Przemyśla, urodził się w 1851 w Gnojnicach k. Jaworowa jako syn Andrzeja i Teresy z Kostrzewskich. Po ukończeniu gimnazjum w Przemyślu w 1871, rozpoczął studia medyczne na Uniwersytecie Jagiellońskim w Krakowie, które ukończył w 1877. Do 1882 pracował jako lekarz pomocniczy w lwowskim Szpitalu Powszechnym na oddziałach: chorób wewnętrznych, ginekologii, skórno-wenerycznym i  chirurgii. Następnie jako lekarz zdrojowy pracował w Żegiestowie i Morszynie, po czym kilkanaście lat był lekarzem powiatowym w Borszczowie i Jaworowie. Tam zapadł niespodziewanie na chorobę, której tamtejsze środowisko lekarskie nie umiało zdiagnozować. W rezultacie na leczenie udał się do Wörishofen, do zakładu wodoleczniczego doktora Sebastiana Kneippa, jednego z pionierów wodolecznictwa metodą szoku termicznego. Ponadto leczył się u przyrodolecznika dr. Lahmana pod Dreznem.
W 1891 po powrocie z udanej kuracji otworzył w Kosowie w Karpatach Wschodnich zakład przyrodoleczniczy. Początkowo leczyło się w nim kilkunastu pacjentów. Później wraz z rosnącą popularnością zakład stale się rozrastał. W 1896 standardową kurację poszerzono o jarską dietę. Oryginalna terapia i fama o jej niezwykłej skuteczności bardzo spopularyzowały zakład doktora Tarnawskiego. W I połowie XX wieku Kosów stał się drugą po Zakopanem stolicą polskiej bohemy. W krajobraz wkomponowano trzy monumentalne warzelnie soli wyposażone w sale w stylu neogotyckim, przestronne tarasy do leżakowania, baseny, solaria i domki dla kuracjuszy rozrzucone po rozległym parku. Według stanu z 1914 był zastępcą członka zarządu Krajowego Związku Zdrojowisk i Uzdrowisk we Lwowie. Od 1922 rozbudowywał zakład w Kosowie i wprowadzał nowe metody leczenia. 
Od 1893 był żonaty z Romualdą z domu Zaremba. Miał czworo dzieci. Najbardziej znany, syn Wit (1894–1988) był pisarzem i krytykiem literackim. We wrześniu 1939, po wkroczeniu Armii Czerwonej do Kosowa, wraz z żoną, synem Witem, córką Celiną oraz z jej mężem Alfonsem Buszą (1911–2004) i synem Andrzejem (ur. 1938), ewakuował się do Rumunii. Następnie emigrował na Cypr i do Palestyny.
Zmarł w Jerozolimie 2 kwietnia 1943, pochowany w starszej części cmentarza katolickiego na Syjonie.
Był autorem książek Objaśnienie sposobu leczenia w lecznicy... (1900) i O wartościach klimatu kosowskiego (1938). Ponadto był także współautorem opracowania Kosowska kuchnia jarska (1926), a także szeregu artykułów z przyrodolecznictwa, higieny, ogrodnictwa i sadownictwa. Ponadto pozostawił rękopis pt. Higiena starości, przedstawiając w nim sposób życia dla osób w podeszłym wieku, tym samym będąc pionierem geriatrii. Ostatnie swoje dzieło pt. Katechizm Zdrowia dla Uchodźstwa Polskiego tworzył w Jerozolimie u schyłku życia.

## Zakład w Kosowie

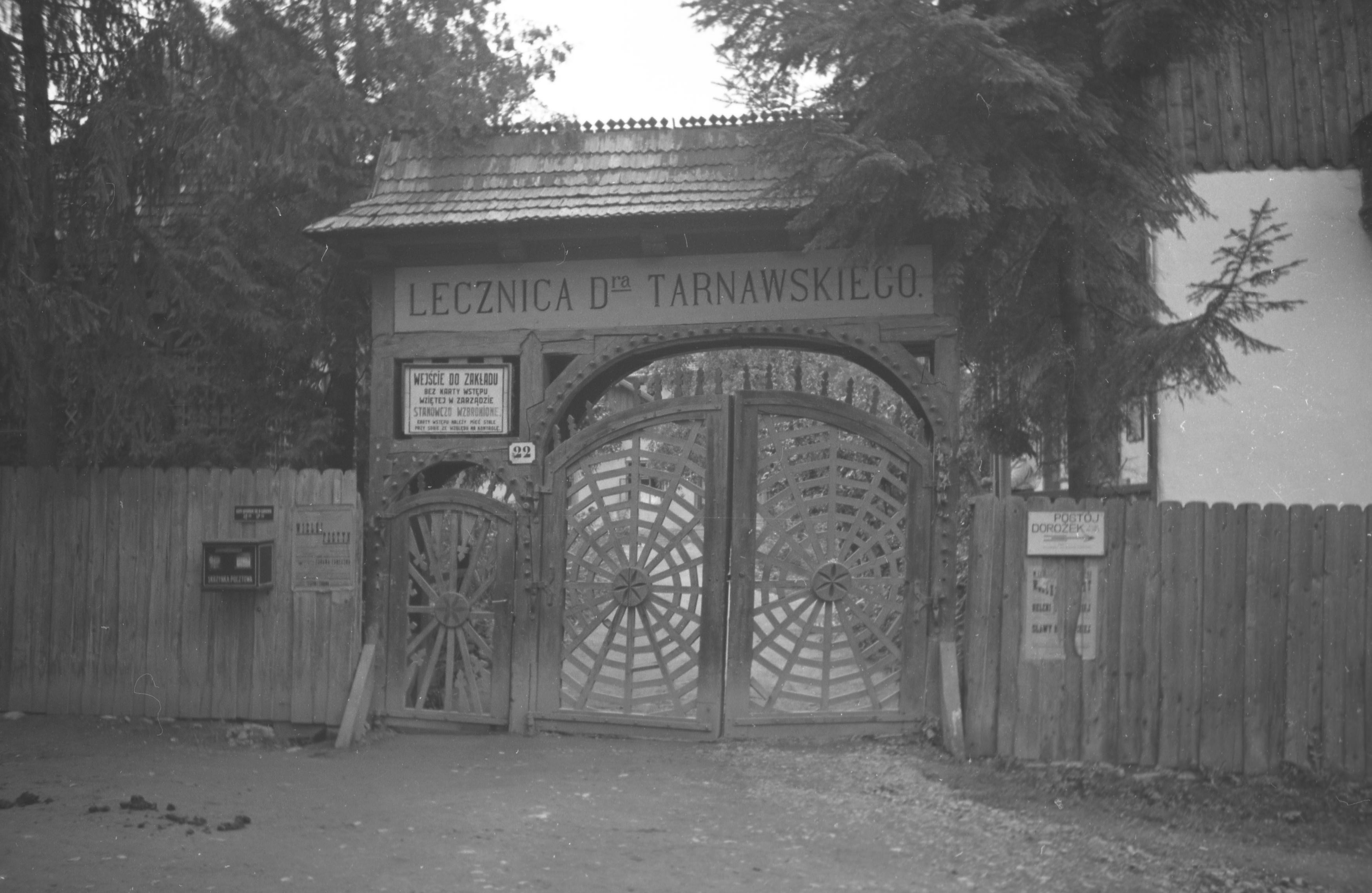
Brama do lecznicy w Kosowie (1936)

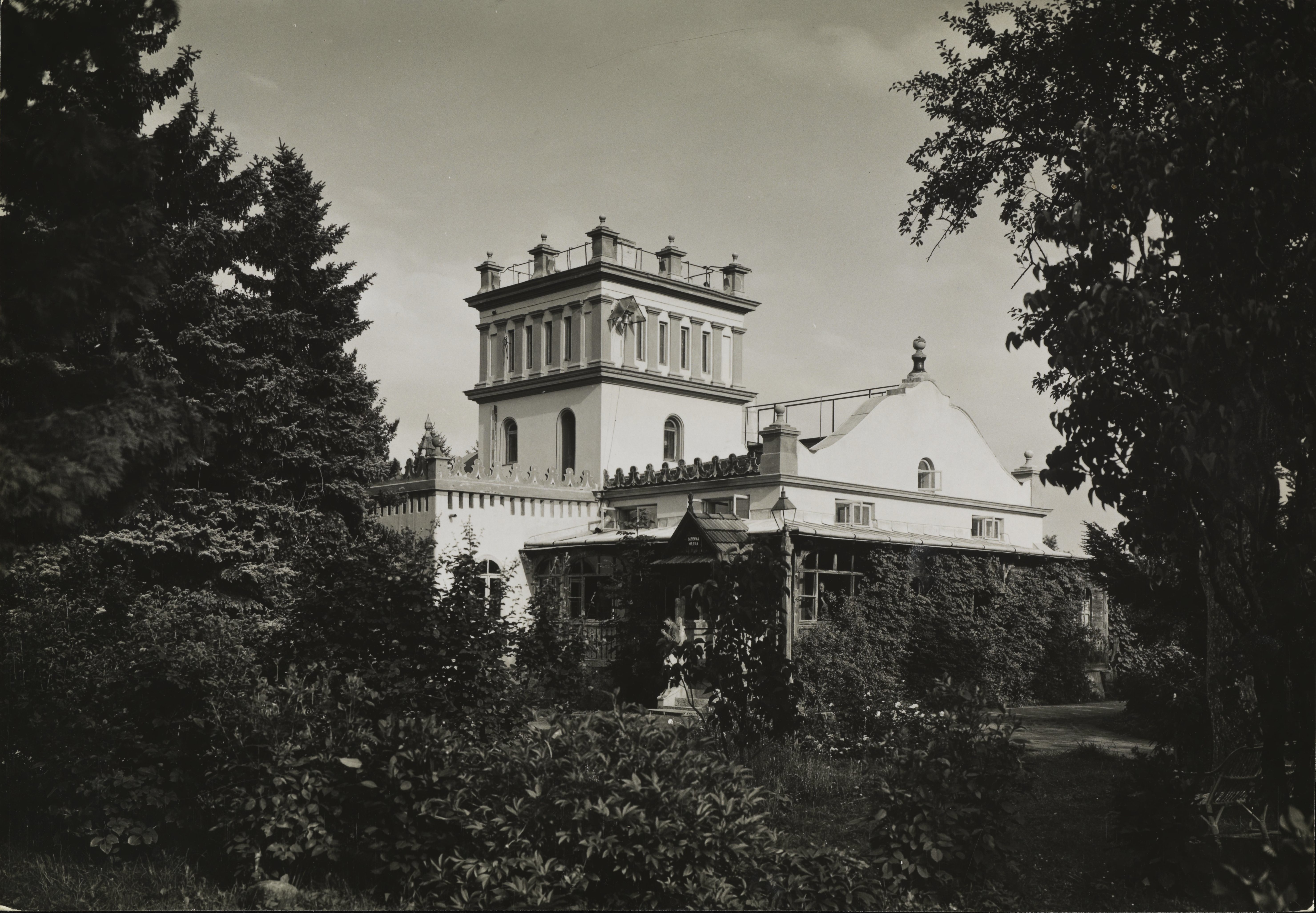
Zakład dr Tarnawskiego w Kosowie na fotografii Henryka Poddębskiego (lata trzydzieste XX w.)

Wśród kuracjuszy zakładu przyrodoleczniczego byli Gabriela Zapolska, Juliusz Osterwa, Leon Schiller, Adam Didur, Ferdynand Ossendowski, Melchior Wańkowicz, Stanisław Dygat, Maria Dąbrowska z mężem (który zmarł w zakładzie w 1925 na atak serca), prof. Ignacy Chrzanowski i inni. W 1911 w zakładzie Tarnawskiego powstał jeden z pierwszych zastępów późniejszego ZHP, utworzony przez braci Kazimierza i Wincentego Lutosławskich oraz Olgę Drahonowską; sam Tarnawski działał w miejscowym „Sokole”. Był określany jako Chałubiński Kosowa
Zakład Tarnawskiego działał do września 1939 (z przerwą od I wojny światowej do 1922). 
Historię życia Tarnawskiego i działalności jego Zakładu opisał syn Wit w książce "Mój ojciec".
21 października 2021 r. w Centrum Kulturalnym w Przemyślu odbyła się konferencja naukowa „Społecznicy, politycy, uczeni – fenomen rodziny Tarnawskich”. Po niej na froncie kamienicy przy ulicy Grodzkiej 19 w Przemyślu odsłonięto tablicę upamiętniającą Apolinarego Tarnowskiego oraz jego brata Leonarda, bratową Wincentę i bratanka Władysława.

## Ordery i odznaczenia
- Krzyż Kawalerski Orderu Odrodzenia Polski (10 listopada 1933)[12]